# Anybody Wanna Buy a Heart?
Anybody Wanna Buy a Heart? — второй студийный альбом американской певицы K. Michelle, выпущенный 9 декабря 2014 года на лейбле Atlantic Records.
Альбом дебютировал на шестом месте в основном американском хит-параде Billboard 200 и на втором месте в соул-чарте Top R&B/Hip-Hop Albums, набрав 87 000 единиц альбомных эквивалентов (включая более 84 000 чистых продаж) за первую неделю в США. Billboard признал альбом самым продаваемым R&B-альбомом 2014 года.

## История
После выхода дебютного альбома Rebellious Soul (2013) и ухода из реалити-шоу VH1 Love & Hip Hop: Atlanta и Love & Hip Hop: New York Мишель сообщила, что у неё будет собственное шоу под названием K. Michelle: My Life, а сама она работает над лид-синглом для своего второго альбома под названием «Love Em All». Трейлер к её второму альбому был выпущен вместе с обложкой, которая появилась несколько часов спустя. После выхода альбома она исполнила сингл «Hard to Do» на церемонии награждения BET Awards 2015.

## Отзывы
| Оценки критиков           | Оценки критиков |
| Источник                  | Оценка          |
| ------------------------- | --------------- |
| AllMusic                  | [ 5 ]           |
| Complex                   | [ 6 ]           |
| The Philadelphia Inquirer | [ 7 ]           |

Альбом получил положительные отзывы от музыкальных критиков. The Washington Post назвал его «отличным альбомом», заявив, что K. Michelle «продолжает выделяться на фоне своих коллег по реалити-шоу, которые, кажется, постоянно сидят в студии, но никогда не выпускают музыку — тем более хорошую». Billboard признал его одним из лучших R&B-альбомов 2014 года, написав: «В K. Michelle есть зазубренная свирепость, которая отправляет её песни за территорию сладостей и на территорию притягательной нестабильности».
Complex оценил альбом в 3,5 звезды из 5: «… Возможно, ей потребовалось больше времени, чем она хотела бы, чтобы заявить о себе, но это уже невозможно отрицать: K. Michelle опережает многих своих сверстников». Rolling Stone включил Anybody Wanna Buy a Heart? в список 20 лучших R&B-альбомов 2014 года. The Philadelphia Inquirer присвоил Anybody Wanna Buy a Heart? 3,5 из четырёх звёзд, написав: «…этот мощный тенор-вокалист, пианист и автор песен также способен на большую нежность, нюансы и недосказанность».

## Коммерческие показатели
27 декабря 2014 года альбом Anybody Wanna Buy a Heart? дебютировал на шестом месте в основном американском хит-параде Billboard 200 и на втором месте в соул-чарте Top R&B/Hip-Hop Albums, набрав 87 000 единиц альбомных эквивалентов (включая более 84 000 чистых продаж) за первую неделю в США. Billboard признал альбом самым продаваемым R&B-альбомом 2014 года. Несмотря на то, что альбом дебютировал ниже, чем предыдущий альбом певицы Rebellious Soul (2013), в дебютную неделю он обогнал предыдущий альбом и стал самым продаваемым R&B-альбомом в 2014 году. Альбом в итоговых списках 2015 года занял 5-е место в Top R&B Albums и 17-е место в Top R&B/Hip-Hop Albums (Billboard).

## Список композиций
| №                   | Название                                    | Текст песни                                                                             | Музыка                                                                | Продюсеры                                                      | Длительность |
| ------------------- | ------------------------------------------- | --------------------------------------------------------------------------------------- | --------------------------------------------------------------------- | -------------------------------------------------------------- | ------------ |
| 1.                  | «Judge Me»                                  | Kimberly Pate Бьянка Аттерберри [англ.]                                                 | Curtis Wilson Jerrold Wizzard Jesse Wilson                            | C. Wilson J. Wilson Аттерберри [a]                             | 3:08         |
| 2.                  | «Love 'Em All»                              | Tommaso "Berzy" Berzanti                                                                | B.A.M. Ronnie Jackson Shea Taylor                                     | Taylor Аттерберри [a] B.A.M. [b] Jackson [b]                   | 4:05         |
| 3.                  | «Going Under»                               | Pate Аттерберри Clifton Chase Edward Fletcher Melvin Glover Сильвия Робинсон            | Ronald Colson Warran Felder Geoffrey Richard                          | Colson Felder Аттерберри [a] Richard [c] Kevin Guardado [c]    | 3:45         |
| 4.                  | «Cry»                                       | Pate Аттерберри Balewa Muhammad                                                         | B.A.M. Jackson John T. Smith Phillip Cornish                          | B.A.M. Jackson Аттерберри [a]                                  | 4:45         |
| 5.                  | «How Do You Know?»                          | Pate Аттерберри                                                                         | B.A.M. Jackson Timothy Bloom                                          | Bloom B.A.M. [c] Jackson [c]                                   | 3:35         |
| 6.                  | «Hard to Do»                                | Pate Аттерберри Brian James Janice Johnson Julian Jackson Maurice Simmonds Рафаэл Садик | Derek Blythe Kenneth Coby                                             | Soundz Аттерберри [a]                                          | 3:58         |
| 7.                  | «Maybe I Should Call»                       | Pate Аттерберри Guordan Banks                                                           | Eric Hudson Andrew Clifton                                            | Hudson Аттерберри [a]                                          | 3:28         |
| 8.                  | «Something About the Night»                 | Pate Аттерберри                                                                         | Colson Felder Steve Mostyn                                            | Colson Felder Mostyn Аттерберри [a] Guardado [c]               | 3:30         |
| 9.                  | «Miss You, Goodbye»                         | Pate Аттерберри Muhammad                                                                | Джеймс Харрис III Терри Льюис Erik Ortiz Kevin Crowe Kenny Bartolomei | J.U.S.T.I.C.E. League Аттерберри [a]                           | 3:05         |
| 10.                 | «Build a Man» (включая интро «Build a Man») | Pate Аттерберри Stacy Barthe                                                            | J. Wilson                                                             | J. Wilson B.A.M. Jackson Аттерберри [a]                        | 6:02         |
| 11.                 | «Drake Would Love Me»                       | Pate Аттерберри                                                                         | Colson Felder Mostyn                                                  | Colson Felder Mostyn Аттерберри [a]                            | 4:19         |
| 12.                 | «God I Get It»                              | Berzy Аттерберри                                                                        | B.A.M. Jackson Jerry Duplessis Cornish Arden Altino                   | B.A.M. Jackson Duplessis Аттерберри [a] Cornish [b] Altino [b] | 4:38         |
| Общая длительность: | Общая длительность:                         | Общая длительность:                                                                     | Общая длительность:                                                   | Общая длительность:                                            | 48:25        |

| №                   | Название            | Текст песни                                  | Музыка                                     | Продюсеры                                | Длительность |
| ------------------- | ------------------- | -------------------------------------------- | ------------------------------------------ | ---------------------------------------- | ------------ |
| 13.                 | «Silhouettes»       | Pate Аттерберри Theron Thomas Timothy Thomas | Харви Мейсон David L. Stewart Damon Thomas | The Underdogs Аттерберри [a] Stewart [b] | 3:33         |
| 14.                 | «Get in My Bed»     | Berzy Aron "G-Eron" Buscarini Аттерберри     | Luca Masini Travis Kr8ts                   | Masini Kr8ts Аттерберри [a]              | 3:02         |
| Общая длительность: | Общая длительность: | Общая длительность:                          | Общая длительность:                        | Общая длительность:                      | 55:00        |

Замечания
- ↑  продюсер по вокалу
- ↑  сопродюсер
- ↑  дополнительный продюсер

## Чарты
| Чарт (2014)                            | Высшая позиция |
| -------------------------------------- | -------------- |
| США (Billboard 200)                    | 6              |
| США (Billboard Top R&B/Hip-Hop Albums) | 2              |

| Чарт (2015)                             | Позиция |
| --------------------------------------- | ------- |
| США (Billboard 200)                     | 147     |
| США (Top R&B/Hip-Hop Albums, Billboard) | 17      |